# Coupe du monde de snowboard 2021-2022
Navigation
Édition précédente Édition suivante
La Coupe du monde de snowboard 2021-2022 est la 28e saison de la Coupe du monde de snowboard organisé par la Fédération internationale de ski. Elle débute le 23 octobre 2021 à Coire en Suisse et se termine le 27 mars 2022 à Silvaplana en Suisse.
Trois gros globes de cristal sont remis aux vainqueurs des classements suivants : Snowboard Alpin, dit aussi Parallèle (PAR), Snowboard Cross (SBX) et Snowboard Freestyle/Park&Pipe. Un petit globe de cristal est attribué aux vainqueurs des disciplines suivantes : slalom parallèle (PSL), slalom géant parallèle (PGS), big air (BA), halfpipe (HP) et slopestyle (SS).

## Tableau d'honneur
| Discipline             | Homme              | Femme                      |
| ---------------------- | ------------------ | -------------------------- |
| Alpin                  | Lee Sang-ho        | Ramona Theresia Hofmeister |
| Slalom géant parallèle | Stefan Baumeister  | Ramona Theresia Hofmeister |
| Slalom parallèle       | Andreas Prommegger | Julie Zogg                 |
| Park&Pipe              | Mons Røisland      | Kokomo Murase              |
| Cross                  | Martin Nörl        | Charlotte Bankes           |
| Big Air                | Jonas Boesiger     | Anna Gasser                |
| Half-pipe              | Ayumu Hirano       | Cai Xuetong                |
| Slopestyle             | Tiarn Collins      | Kokomo Murase              |
| Coupe des nations      | Autriche           | Autriche                   |

| Rang | Nation    | Points |
| ---- | --------- | ------ |
| 1    | Autriche  | 3991   |
| 2    | Allemagne | 3351   |
| 3    | Suisse    | 3093   |
| 4    | Italie    | 2946   |
| 5    | Canada    | 2928   |

## Snowboard Alpin

### Programme
- 11 épreuves individuelles  de Snowboard Alpin (6 en slalom géant parallèle et 5 en slalom parallèle) + 4 épreuves par équipe mixte dans 10 stations.

| \| Bannoïe Moscou \| Sites des compétitions de Snowboard Alpin (en dehors des Alpes) |
| Bannoïe Moscou                                                                       |

| Bannoïe Moscou |

| \| Carezza Cortina d'Ampezzo Scuol Bad Gastein Piancavallo Berchtesgaden Rogla Simonhöhe \| Sites des compétitions de Snowboard Alpin dans les Alpes |
| Carezza Cortina d'Ampezzo Scuol Bad Gastein Piancavallo Berchtesgaden Rogla Simonhöhe                                                                |

| Carezza Cortina d'Ampezzo Scuol Bad Gastein Piancavallo Berchtesgaden Rogla Simonhöhe |

### Classements

#### Général
| Rang | Nom                | Points | Victoire(s) | Podium(s) |
| ---- | ------------------ | ------ | ----------- | --------- |
| 1    | Lee Sang-ho        | 604    | 1           | 6         |
| 2    | Stefan Baumeister  | 506    | 2           | 4         |
| 3    | Edwin Coratti      | 408    | 2           | 4         |
| 4    | Andreas Prommegger | 383    | 2           | 2         |
| 5    | Dmitry Loginov     | 326    | 1           | 2         |

| Rang | Nom                  | Points | Victoire(s) | Podium(s) |
| ---- | -------------------- | ------ | ----------- | --------- |
| 1    | Ramona T. Hofmeister | 557    | 1           | 5         |
| 2    | Julie Zogg           | 540    | 3           | 4         |
| 3    | Daniela Ulbing       | 508    | 2           | 2         |
| 4    | Tsubaki Miki         | 466    | 1           | 3         |
| 5    | Carolin Langenhorst  | 370    |             | 1         |

| Rang | Nation       | Points | Victoire(s) | Podium(s) |
| ---- | ------------ | ------ | ----------- | --------- |
| 1    | Autriche III | 280    | 1           | 3         |
| 2    | Autriche IV  | 235    | 1           | 1         |
| 3    | Autriche II  | 184    | 1           | 1         |
| 4    | Suisse II    | 130    |             |           |
| 5    | Suisse I     | 126    |             |           |

#### Slalom parallèle
| Rang | Nom                | Points | Victoire(s) | Podium(s) |
| ---- | ------------------ | ------ | ----------- | --------- |
| 1    | Andreas Prommegger | 266    | 2           | 2         |
| 2    | Lee Sang-ho        | 245    |             | 3         |
| 3    | Arvid Auner        | 201    | 1           | 2         |
| 4    | Edwin Coratti      | 200    | 1           | 2         |
| 5    | Benjamin Karl      | 145    |             | 1         |

| Rang | Nom                  | Points | Victoire(s) | Podium(s) |
| ---- | -------------------- | ------ | ----------- | --------- |
| 1    | Julie Zogg           | 345    | 3           | 3         |
| 2    | Tsubaki Miki         | 252    | 1           | 2         |
| 3    | Ramona T. Hofmeister | 250    |             | 3         |
| 4    | Daniela Ulbing       | 245    | 1           | 1         |
| 5    | Megan Farrell        | 152    |             | 1         |

#### Slalom géant parallèle
| Rang | Nom               | Points | Victoire(s) | Podium(s) |
| ---- | ----------------- | ------ | ----------- | --------- |
| 1    | Stefan Baumeister | 384    | 2           | 4         |
| 2    | Lee Sang-ho       | 359    | 1           | 3         |
| 3    | Tim Mastnak       | 286    | 1           | 2         |
| 4    | Dmitry Loginov    | 252    |             | 2         |
| 5    | Mirko Felicetti   | 219    |             |           |

| Rang | Nom                  | Points | Victoire(s) | Podium(s) |
| ---- | -------------------- | ------ | ----------- | --------- |
| 1    | Ramona T. Hofmeister | 307    | 1           | 3         |
| 2    | Sofia Nadyrshina     | 291    | 1           | 3         |
| 3    | Daniela Ulbing       | 263    | 1           | 1         |
| 4    | Ladina Jenny         | 251    |             | 2         |
| 5    | Sabine Schöffmann    | 244    | 1           | 1         |

### Calendrier et podiums

#### Hommes
| N°                                                | Date             | Lieu              | Épreuve                | Vainqueur                                   | Deuxième                                    | Troisième                                   |
| ------------------------------------------------- | ---------------- | ----------------- | ---------------------- | ------------------------------------------- | ------------------------------------------- | ------------------------------------------- |
| 1                                                 | 11 décembre 2021 | Bannoïe           | Slalom géant parallèle | Lee Sang-ho                                 | Stefan Baumeister                           | Andrey Sobolev                              |
| 2                                                 | 12 décembre 2021 | Bannoïe           | Slalom parallèle       | Andreas Prommegger                          | Lee Sang-ho                                 | Arvid Auner                                 |
| 3                                                 | 16 décembre 2021 | Carezza           | Slalom géant parallèle | Stefan Baumeister                           | Dmitry Loginov                              | Edwin Coratti (de)                          |
| 4                                                 | 18 décembre 2021 | Cortina d'Ampezzo | Slalom géant parallèle | Dario Caviezel                              | Lee Sang-ho                                 | Roland Fischnaller                          |
| 5                                                 | 8 janvier 2022   | Scuol             | Slalom géant parallèle | Dmitry Loginov                              | Stefan Baumeister                           | Lee Sang-ho                                 |
| 6                                                 | 11 janvier 2022  | Bad Gastein       | Slalom parallèle       | Arvid Auner                                 | Benjamin Karl                               | Alexander Payer                             |
| 7                                                 | 14 janvier 2022  | Simonhöhe         | Slalom géant parallèle | Stefan Baumeister                           | Tim Mastnak                                 | Roland Fischnaller                          |
| Pékin - Jeux olympiques de 2022 (4 au 20 février) |                  |                   |                        |                                             |                                             |                                             |
| -                                                 | 26 février 2022  | Moscou            | Slalom parallèle       | Annulé en raison de circonstances imprévues | Annulé en raison de circonstances imprévues | Annulé en raison de circonstances imprévues |
| 8                                                 | 12 mars 2022     | Piancavallo       | Slalom parallèle       | Marc Hofer                                  | Edwin Coratti                               | Lee Sang-ho                                 |
| 9                                                 | 16 mars 2022     | Rogla             | Slalom géant parallèle | Edwin Coratti                               | Oskar Kwiatkowski                           | Tim Mastnak                                 |
| 10                                                | 19 mars 2022     | Berchtesgaden     | Slalom parallèle       | Andreas Prommegger Edwin Coratti            |                                             | Lee Sang-ho                                 |

#### Femmes
| N°                                                | Date             | Lieu              | Épreuve                | Vainqueur                                   | Deuxième                                    | Troisième                                   |
| ------------------------------------------------- | ---------------- | ----------------- | ---------------------- | ------------------------------------------- | ------------------------------------------- | ------------------------------------------- |
| 1                                                 | 11 décembre 2021 | Bannoïe           | Slalom géant parallèle | Sofia Nadyrshina                            | Ramona T. Hofmeister                        | Carolin Langenhorst (en)                    |
| 2                                                 | 12 décembre 2021 | Bannoïe           | Slalom parallèle       | Julie Zogg                                  | Miki Tsubaki                                | Anastasiia Kurochkina                       |
| 3                                                 | 16 décembre 2021 | Carezza           | Slalom géant parallèle | Daniela Ulbing                              | Ester Ledecká                               | Ramona T. Hofmeister                        |
| 4                                                 | 18 décembre 2021 | Cortina d'Ampezzo | Slalom géant parallèle | Ester Ledecká                               | Sofia Nadyrshina                            | Ladina Jenny                                |
| 5                                                 | 8 janvier 2022   | Scuol             | Slalom géant parallèle | Sabine Schöffmann                           | Julie Zogg                                  | Ladina Jenny                                |
| 6                                                 | 11 janvier 2022  | Bad Gastein       | Slalom parallèle       | Daniela Ulbing                              | Ramona T. Hofmeister                        | Natalia Soboleva                            |
| 7                                                 | 14 janvier 2022  | Simonhöhe         | Slalom géant parallèle | Aleksandra Król                             | Julia Dujmovits                             | Sofia Nadyrshina Melanie Hochreiter         |
| Pékin - Jeux olympiques de 2022 (4 au 20 février) |                  |                   |                        |                                             |                                             |                                             |
| -                                                 | 26 février 2022  | Moscou            | Slalom parallèle       | Annulé en raison de circonstances imprévues | Annulé en raison de circonstances imprévues | Annulé en raison de circonstances imprévues |
| 8                                                 | 12 mars 2022     | Piancavallo       | Slalom parallèle       | Julie Zogg Tsubaki Miki                     |                                             | Ramona T. Hofmeister                        |
| 9                                                 | 16 mars 2022     | Rogla             | Slalom géant parallèle | Ramona T. Hofmeister                        | Tsubaki Miki                                | Michelle Dekker                             |
| 10                                                | 19 mars 2022     | Berchtesgaden     | Slalom parallèle       | Julie Zogg                                  | Megan Farrell                               | Ramona T. Hofmeister                        |

#### Mixte
| N°                                                | Date            | Lieu          | Épreuve                           | Vainqueur                                               | Deuxième                                              | Troisième                                          |
| ------------------------------------------------- | --------------- | ------------- | --------------------------------- | ------------------------------------------------------- | ----------------------------------------------------- | -------------------------------------------------- |
| 1                                                 | 12 janvier 2022 | Bad Gastein   | Slalom parallèle par équipe       | Autriche IV - Arvid Auner - Julia Dujmovits             | Russie II - Dmitriy Karlagachev - Natalia Soboleva    | Allemagne I - Elias Huber - Ramona T. Hofmeister   |
| 2                                                 | 15 janvier 2022 | Simonhöhe     | Slalom géant parallèle par équipe | Autriche III - Alexander Payer - Sabine Schöffmann      | Allemagne II - Stefan Baumeister - Melanie Hochreiter | Corée du Sud I - Lee Sang-ho - Jeong Hae-rim       |
| Pékin - Jeux olympiques de 2022 (4 au 20 février) |                 |               |                                   |                                                         |                                                       |                                                    |
| 3                                                 | 13 mars 2022    | Piancavallo   | Slalom parallèle par équipe       | Autriche II - Benjamin Karl - Daniela Ulbing            | Italie I - Edwin Coratti (en) - Nadya Ochner          | Autriche III - Alexander Payer - Sabine Schöffmann |
| 4                                                 | 20 mars 2022    | Berchtesgaden | Slalom parallèle par équipe       | Allemagne IX - Stefan Baumeister - Ramona T. Hofmeister | Autriche III - Alexander Payer - Sabine Schöffmann '  | Italie V - Maurizio Bormolini - Elisa Caffont (it) |

## Snowboard Cross

### Programme
- 9 épreuves individuelles de Snowboard Cross + 3 épreuves par équipe mixte dans 8 stations.

| \| Le Massif Secret Garden Krasnoïarsk \| Sites des compétitions de Snowboard Cross (hors Alpes) |
| Le Massif Secret Garden Krasnoïarsk                                                              |

| Le Massif Secret Garden Krasnoïarsk |

| \| Cervinia Chiesa in Valmalenco Montafon Veysonnaz Reiteralm \| Sites des compétitions de Snowboard Cross dans les Alpes |
| Cervinia Chiesa in Valmalenco Montafon Veysonnaz Reiteralm                                                                |

| Cervinia Chiesa in Valmalenco Montafon Veysonnaz Reiteralm |

### Classements
| Rang | Nom                 | Points | Victoire(s) | Podium(s) |
| ---- | ------------------- | ------ | ----------- | --------- |
| 1    | Martin Nörl         | 460    | 3           | 3         |
| 2    | Alessandro Hämmerle | 386    | 2           | 3         |
| 3    | Jakob Dusek         | 370    | 1           | 3         |
| 4    | Éliot Grondin       | 347    | 1           | 3         |
| 5    | Lorenzo Sommariva   | 296    | 1           | 1         |

| Rang | Nom              | Points | Victoire(s) | Podium(s) |
| ---- | ---------------- | ------ | ----------- | --------- |
| 1    | Charlotte Bankes | 669    | 5           | 7         |
| 2    | Michela Moioli   | 501    | 2           | 4         |
| 3    | Chloé Trespeuch  | 464    |             | 4         |
| 4    | Belle Brockhoff  | 280    |             | 2         |
| 5    | Audrey McManiman | 275    |             | 1         |

| Rang | Nation      | Points | Victoire(s) | Podium(s) |
| ---- | ----------- | ------ | ----------- | --------- |
| 1    | Italie I    | 100    | 1           | 1         |
| 2    | Tchéquie I  | 80     |             | 1         |
| 3    | France I    | 60     |             | 1         |
| 4    | Australie I | 50     |             |           |
| 5    | Canada I    | 45     |             |           |

### Calendrier et podiums

#### Hommes
| N°                                                | Date             | Lieu                 | Vainqueur                                                       | Deuxième                                                        | Troisième                                                       |
| ------------------------------------------------- | ---------------- | -------------------- | --------------------------------------------------------------- | --------------------------------------------------------------- | --------------------------------------------------------------- |
| 1                                                 | 28 novembre 2021 | Secret Garden        | Alessandro Hämmerle                                             | Omar Visintin                                                   | Nick Baumgartner                                                |
| 2                                                 | 10 décembre 2021 | Montafon             | Alessandro Hämmerle                                             | Nick Baumgartner                                                | Umito Kirchwehm                                                 |
| 3                                                 | 18 décembre 2021 | Cervinia             | Jakob Dusek                                                     | Éliot Grondin                                                   | Lucas Eguibar                                                   |
| 4                                                 | 8 janvier 2022   | Krasnoïarsk          | Martin Nörl                                                     | Merlin Surget                                                   | Julian Lüftner (de)                                             |
| 5                                                 | 9 janvier 2022   | Krasnoïarsk          | Martin Nörl                                                     | Jakob Dusek                                                     | Éliot Grondin                                                   |
| -                                                 | 22 janvier 2022  | Chiesa in Valmalenco | Épreuve annulée à cause des conditions météorologiques (redoux) | Épreuve annulée à cause des conditions météorologiques (redoux) | Épreuve annulée à cause des conditions météorologiques (redoux) |
| 6                                                 | 28 janvier 2022  | Cortina d’Ampezzo    | Martin Nörl                                                     | Alessandro Hämmerle                                             | Cameron Bolton                                                  |
| Pékin - Jeux olympiques de 2022 (4 au 20 février) |                  |                      |                                                                 |                                                                 |                                                                 |
| -                                                 | 26 février 2022  | Mont Sainte-Anne     | Épreuve annulée à cause du covid-19                             | Épreuve annulée à cause du covid-19                             | Épreuve annulée à cause du covid-19                             |
| 7                                                 | 12 mars 2022     | Reiteralm            | Lorenzo Sommariva                                               | Jakob Dusek                                                     | Kalle Koblet                                                    |
| 8                                                 | 20 mars 2022     | Veysonnaz            | Éliot Grondin                                                   | Merlin Surget                                                   | Léo Le Blé Jaques                                               |

#### Femmes
| N°                                                | Date             | Lieu                 | Vainqueur                                                       | Deuxième                                                        | Troisième                                                       |
| ------------------------------------------------- | ---------------- | -------------------- | --------------------------------------------------------------- | --------------------------------------------------------------- | --------------------------------------------------------------- |
| 1                                                 | 28 novembre 2021 | Secret Garden        | Eva Samková                                                     | Charlotte Bankes                                                | Michela Moioli                                                  |
| 2                                                 | 10 décembre 2021 | Montafon             | Charlotte Bankes                                                | Belle Brockhoff                                                 | Chloé Trespeuch                                                 |
| 3                                                 | 18 décembre 2021 | Cervinia             | Michela Moioli                                                  | Faye Gulini                                                     | Belle Brockhoff                                                 |
| 4                                                 | 8 janvier 2022   | Krasnoïarsk          | Charlotte Bankes                                                | Chloé Trespeuch                                                 | Lindsey Jacobellis                                              |
| 5                                                 | 9 janvier 2022   | Krasnoïarsk          | Charlotte Bankes                                                | Chloé Trespeuch                                                 | Lindsey Jacobellis                                              |
| -                                                 | 22 janvier 2022  | Chiesa in Valmalenco | Épreuve annulée à cause des conditions météorologiques (redoux) | Épreuve annulée à cause des conditions météorologiques (redoux) | Épreuve annulée à cause des conditions météorologiques (redoux) |
| 6                                                 | 28 janvier 2022  | Cortina d’Ampezzo    | Michela Moioli                                                  | Chloé Trespeuch                                                 | Charlotte Bankes                                                |
| Pékin - Jeux olympiques de 2022 (4 au 20 février) |                  |                      |                                                                 |                                                                 |                                                                 |
| -                                                 | 26 février 2022  | Mont Sainte-Anne     | Épreuve annulée à cause du covid-19                             | Épreuve annulée à cause du covid-19                             | Épreuve annulée à cause du covid-19                             |
| 7                                                 | 12 mars 2022     | Reiteralm            | Charlotte Bankes                                                | Michela Moioli                                                  | Audrey McManiman                                                |
| 8                                                 | 20 mars 2022     | Veysonnaz            | Charlotte Bankes                                                | Faye Gulini                                                     | Manon Petit-Lenoir                                              |

#### Mixte
| N°                                                | Date             | Lieu             | Vainqueur                           | Deuxième                                    | Troisième                                    |
| ------------------------------------------------- | ---------------- | ---------------- | ----------------------------------- | ------------------------------------------- | -------------------------------------------- |
| 1                                                 | 11 décembre 2021 | Montafon         | Italie I - Michela Moioli           | Tchéquie I - Jan Kubičík (en) - Eva Samková | France I - Quentin Sogodas - Chloé Trespeuch |
| Pékin - Jeux olympiques de 2022 (4 au 20 février) |                  |                  |                                     |                                             |                                              |
| -                                                 | 27 février 2022  | Mont Sainte-Anne | Épreuve annulée à cause du covid-19 | Épreuve annulée à cause du covid-19         | Épreuve annulée à cause du covid-19          |

## Snowboard Freestyle (Park & Pipe)

### Programme
- 11 épreuves individuelles de Snowboard freestyle dans 9 stations soit :
  - 3 épreuves de half-pipe
  - 6 épreuves de slopestyle
  - 2 épreuves de big air

| \| Mammoth · Mountain Copper Mountain Calgary Steamboat \| Sites des compétitions hors Europe |
| Mammoth · Mountain Copper Mountain Calgary Steamboat                                          |

| Mammoth · Mountain Copper Mountain Calgary Steamboat |

| \| Špindlerův Mlýn Bakuriani \| Sites des compétitions en Europe (hors Alpes) |
| Špindlerův Mlýn Bakuriani                                                     |

| Špindlerův Mlýn Bakuriani |

| \| Silvaplana Laax Coire \| Sites des compétitions dans les Alpes |
| Silvaplana Laax Coire                                             |

| Silvaplana Laax Coire |

### Classements

#### Général
| Rang | Nom                     | Points | Victoire(s) | Podium(s) |
| ---- | ----------------------- | ------ | ----------- | --------- |
| 1    | Mons Røisland           | 252    |             | 3         |
| 2    | Tiarn Collins           | 251    | 1           | 2         |
| 3    | Ayumu Hirano            | 250    | 2           | 2         |
| 4    | Leon Vockensperger (de) | 224    | 1           | 1         |
| 5    | Valentino Guseli        | 220    |             | 2         |

| Rang | Nom            | Points | Victoire(s) | Podium(s) |
| ---- | -------------- | ------ | ----------- | --------- |
| 1    | Kokomo Murase  | 456    | 3           | 5         |
| 2    | Anna Gasser    | 340    | 1           | 3         |
| 3    | Jasmine Baird  | 310    |             | 3         |
| 4    | Laurie Blouin  | 260    | 1           | 3         |
| 5    | Reira Iwabuchi | 246    | 1           | 1         |

#### Big Air
| Rang | Nom              | Points | Victoire(s) | Podium(s) |
| ---- | ---------------- | ------ | ----------- | --------- |
| 1    | Jonas Boesiger   | 100    | 1           | 1         |
| 2    | Su Yiming        | 100    | 1           | 1         |
| 3    | Rene Rinnekangas | 98     |             | 1         |
| 4    | Clemens Millauer | 80     |             | 1         |
| 5    | Mons Roisland    | 80     |             | 1         |

| Rang | Nom            | Points | Victoire(s) | Podium(s) |
| ---- | -------------- | ------ | ----------- | --------- |
| 1    | Anna Gasser    | 160    |             | 2         |
| 2    | Reira Iwabuchi | 136    | 1           | 1         |
| 3    | Kokomo Murase  | 136    | 1           | 1         |
| 4    | Annika Morgan  | 100    |             | 1         |
| 5    | Jasmine Baird  | 100    |             | 1         |

#### Half-Pipe
| Rang | Nom          | Points | Victoire(s) | Podium(s) |
| ---- | ------------ | ------ | ----------- | --------- |
| 1    | Ayumu Hirano | 250    | 2           | 2         |
| 2    | Ruka Hirano  | 206    | 1           | 2         |
| 3    | Jan Scherrer | 160    |             | 2         |
| 4    | Shaun White  | 114    |             | 1         |
| 5    | Yūto Totsuka | 111    |             | 1         |

| Rang | Nom               | Points | Victoire(s) | Podium(s) |
| ---- | ----------------- | ------ | ----------- | --------- |
| 1    | Cai Xuetong       | 216    | 1           | 2         |
| 2    | Sena Tomita       | 190    |             | 2         |
| 3    | Mitsuki Ono       | 175    |             | 1         |
| 4    | Queralt Castellet | 120    |             | 2         |
| 5    | Haruna Matsumoto  | 117    |             |           |

#### Slopestyle
| Rang | Nom                     | Points | Victoire(s) | Podium(s) |
| ---- | ----------------------- | ------ | ----------- | --------- |
| 1    | Tiarn Collins           | 236    | 1           | 2         |
| 2    | Leon Vockensperger (de) | 181    | 1           | 1         |
| 3    | Mons Røisland           | 173    |             | 2         |
| 4    | Valentino Guseli        | 155    |             | 2         |
| 5    | Sébastien Toutant       | 145    | 1           | 1         |

| Rang | Nom               | Points | Victoire(s) | Podium(s) |
| ---- | ----------------- | ------ | ----------- | --------- |
| 1    | Kokomo Murase     | 320    | 2           | 4         |
| 2    | Jasmine Baird     | 240    |             | 2         |
| 3    | Laurie Blouin     | 210    | 1           | 3         |
| 4    | Ariane Burri      | 197    |             | 1         |
| 5    | Melissa Peperkamp | 195    |             |           |

### Calendrier et podiums

#### Hommes
Big Air
| N°                                                | Date            | Lieu              | Vainqueur           | Deuxième              | Troisième     |
| ------------------------------------------------- | --------------- | ----------------- | ------------------- | --------------------- | ------------- |
| 1                                                 | 23 octobre 2021 | Coire             | Jonas Boesiger (en) | Rene Rinnekangas (en) | Sven Thorgren |
| 2                                                 | 4 décembre 2021 | Steamboat Springs | Su Yiming           | Clemens Millauer (en) | Mons Roisland |
| Pékin - Jeux olympiques de 2022 (4 au 20 février) |                 |                   |                     |                       |               |

Halfpipe
| N°                                                | Date             | Lieu             | Vainqueur    | Deuxième     | Troisième     |
| ------------------------------------------------- | ---------------- | ---------------- | ------------ | ------------ | ------------- |
| 1                                                 | 11 décembre 2021 | Copper Mountain  | Ruka Hirano  | Jan Scherrer | Yuto Totsuka  |
| 2                                                 | 8 janvier 2022   | Mammoth Mountain | Ayumu Hirano | Ruka Hirano  | André Höflich |
| 3                                                 | 15 janvier 2022  | Laax             | Ayumu Hirano | Jan Scherrer | Shaun White   |
| Pékin - Jeux olympiques de 2022 (4 au 20 février) |                  |                  |              |              |               |

Slopestyle
| N°                                                | Date            | Lieu             | Vainqueur               | Deuxième                 | Troisième        |
| ------------------------------------------------- | --------------- | ---------------- | ----------------------- | ------------------------ | ---------------- |
| 1                                                 | 1 janvier 2022  | Calgary          | Sébastien Toutant       | Mons Røisland            | Luke Winkelmann  |
| 2                                                 | 8 janvier 2022  | Mammoth Mountain | Redmond Gerard          | Niek van der Velden (de) | Tiarn Collins    |
| 3                                                 | 15 janvier 2022 | Laax             | Sean Fitzsimons         | Ståle Sandbech           | Jake Canter      |
| Pékin - Jeux olympiques de 2022 (4 au 20 février) |                 |                  |                         |                          |                  |
| 4                                                 | 6 mars 2022     | Bakouriani       | Leon Vockensperger (de) | Valentino Guseli         | Leon Gütl (it)   |
| 5                                                 | 19 mars 2022    | Špindlerův Mlýn  | Tiarn Collins           | William Mathisen (it)    | Luke Winkelmann  |
| 6                                                 | 27 mars 2022    | Silvaplana       | Marcus Kleveland        | Mons Røisland            | Valentino Guseli |

#### Femmes
Big Air
| N°                                                | Date            | Lieu              | Vainqueur      | Deuxième    | Troisième          |
| ------------------------------------------------- | --------------- | ----------------- | -------------- | ----------- | ------------------ |
| 1                                                 | 23 octobre 2021 | Coire             | Kokomo Murase  | Anna Gasser | Jasmine Baird      |
| 2                                                 | 4 décembre 2021 | Steamboat Springs | Reira Iwabuchi | Anna Gasser | Annika Morgan (de) |
| Pékin - Jeux olympiques de 2022 (4 au 20 février) |                 |                   |                |             |                    |

Halfpipe
| N°                                                | Date             | Lieu             | Vainqueur        | Deuxième    | Troisième         |
| ------------------------------------------------- | ---------------- | ---------------- | ---------------- | ----------- | ----------------- |
| 1                                                 | 11 décembre 2021 | Copper Mountain  | Cai Xuetong      | Sena Tomita | Queralt Castellet |
| 2                                                 | 8 janvier 2022   | Mammoth Mountain | Ruki Tomita (de) | Cai Xuetong | Sena Tomita       |
| 3                                                 | 15 janvier 2022  | Laax             | Chloe Kim        | Mitsuki Ono | Queralt Castellet |
| Pékin - Jeux olympiques de 2022 (4 au 20 février) |                  |                  |                  |             |                   |

Slopestyle
| N°                                                | Date            | Lieu             | Vainqueur      | Deuxième             | Troisième     |
| ------------------------------------------------- | --------------- | ---------------- | -------------- | -------------------- | ------------- |
| 1                                                 | 1 janvier 2022  | Calgary          | Kokomo Murase  | Miyabi Onitsuka      | Laurie Blouin |
| 2                                                 | 8 janvier 2022  | Mammoth Mountain | Jamie Anderson | Zoi Sadowski-Synnott | Kokomo Murase |
| 3                                                 | 15 janvier 2022 | Laax             | Tess Coady     | Anna Gasser          | Annika Morgan |
| Pékin - Jeux olympiques de 2022 (4 au 20 février) |                 |                  |                |                      |               |
| 4                                                 | 6 mars 2022     | Bakouriani       | Laurie Blouin  | Jasmine Baird        | Bianca Gisler |
| 5                                                 | 19 mars 2022    | Špindlerův Mlýn  | Kokomo Murase  | Jasmine Baird        | Ariane Burri  |
| 6                                                 | 27 mars 2022    | Silvaplana       | Anna Gasser    | Laurie Blouin        | Kokomo Murase |